# فرانسوا أسلينو
فرانسوا أسلينو (بالفرنسية: François Asselineau )‏ (و. 1957  م) هو سياسي، ومسؤول، ومُنظر المؤامرة، من فرنسا، ولد في باريس، ترأس حزب الاتحاد الجمهوري الشعبي (2007) (منذ 25 مارس 2007).

## التعليم
تعلم في المدرسة الوطنية للإدارة (1982–1985)، والمدرسة العليا للتجارة.